# Radiografia dentale

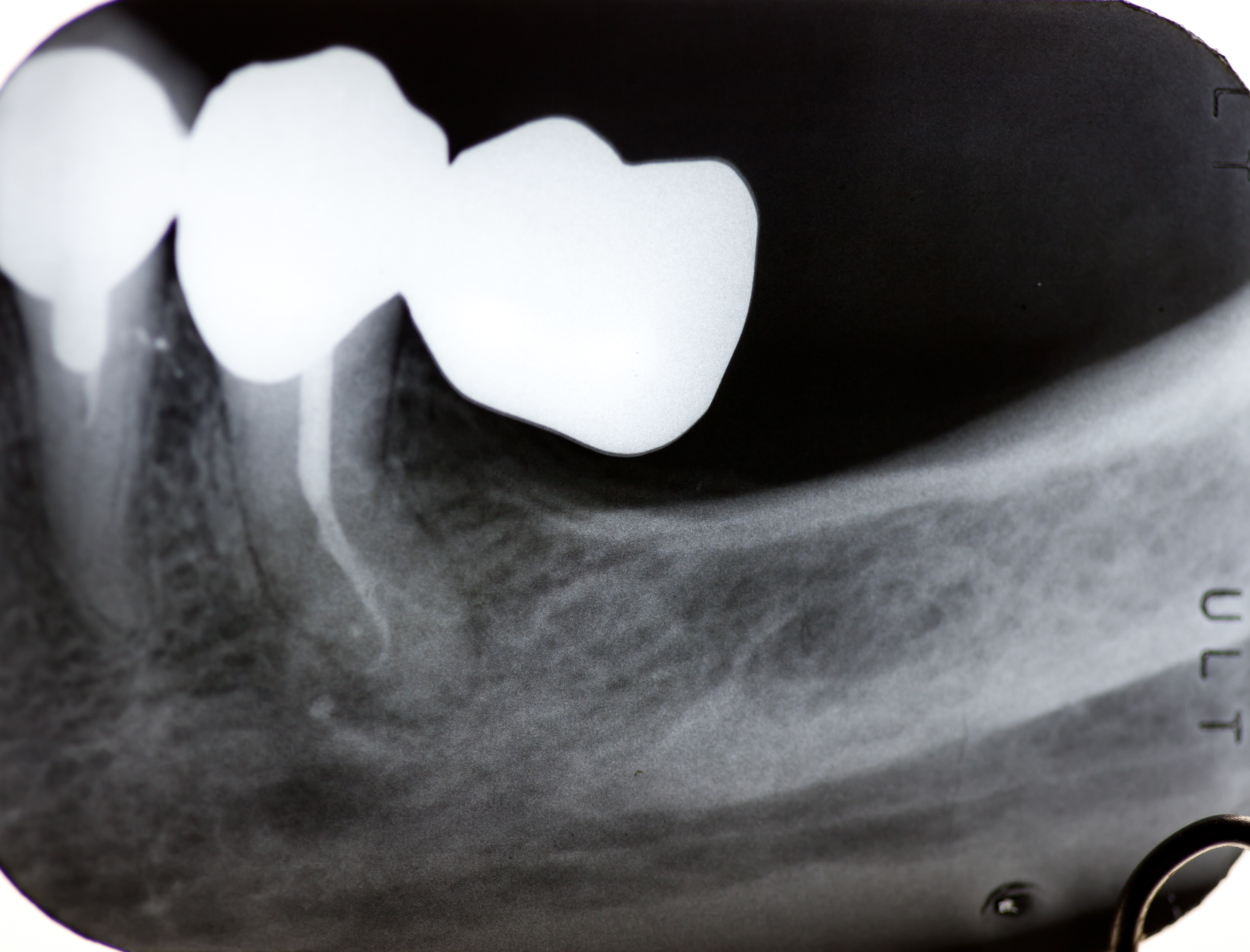
Una radiografia dentale

## Radiografia panoramica
La radiografia panoramica delle arcate dentarie o ortopantomografia (OPT) permette di vedere le arcate dentarie nel loro insieme. Utile per rilevare lesioni infettivo e quando si sospetta che in bocca ci siano cause occulte di patologie che interessano altre parti del corpo.

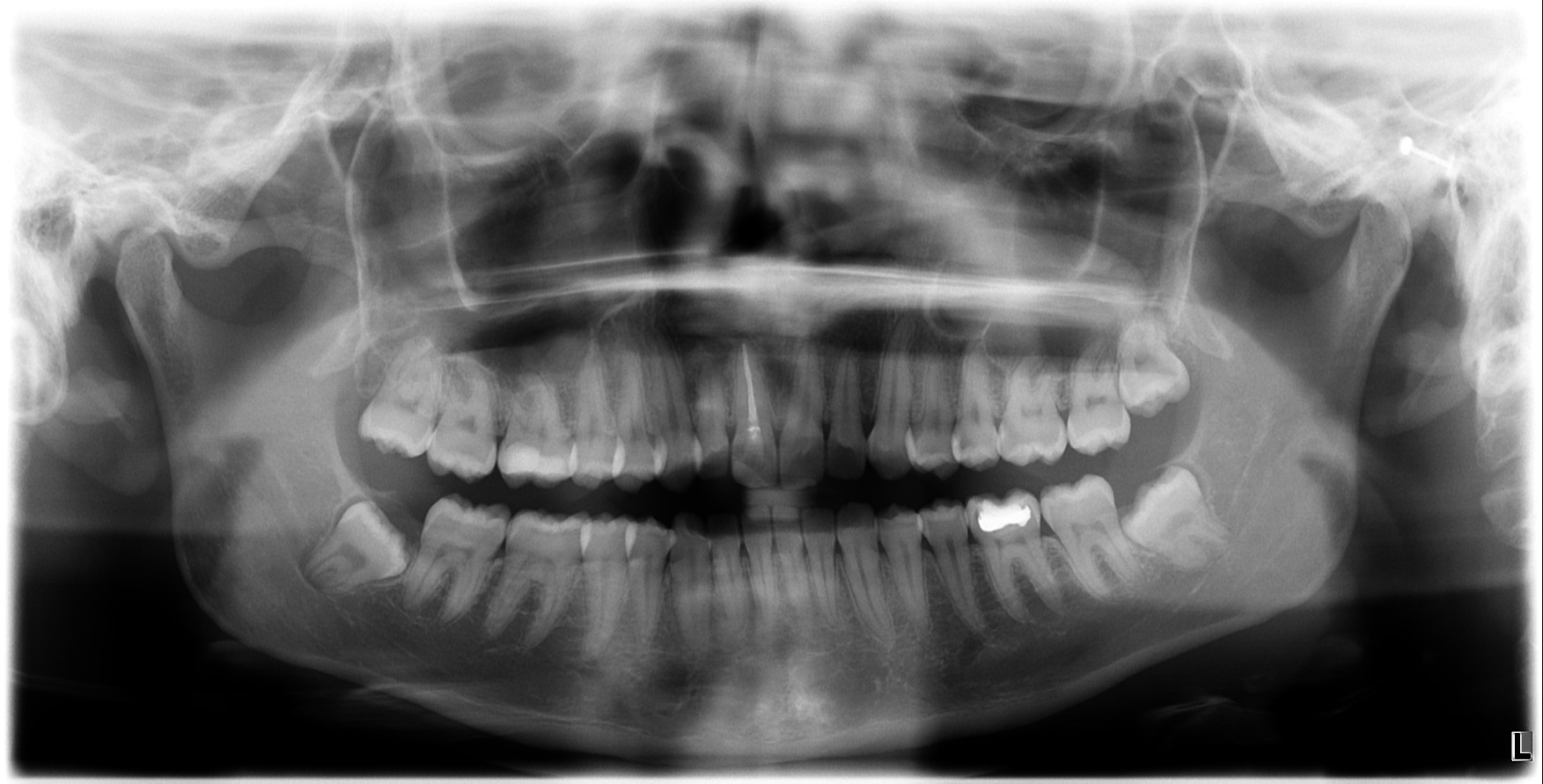
Un'ortopantomografia (OPT) o radiografia panoramica delle arcate dentarie.

## Teleradiografia
Radiografia della faccia di profilo. Serve soprattutto quando si vogliono conoscere le tendenze di crescita delle ossa mascellari, cioè all'ortodonzia, la branca della scienza dentistica che si occupa di riallineare i denti. Si distinguono la teleradiografia latero-laterale (LL), con vista di profilo, e la teleradiografia antero-posteriore (AP), con vista frontale.

## Radiografia endorale
Si tratta di una piccola radiografia che raffigura non più di due o tre denti per volta, permettendo un'ottima visione dei dettagli. Dal momento che necessita di un tubo radiogeno di dimensioni e costo limitati, le radiografie endorali si effettuano praticamente in tutti gli studi odontoiatrici e non c'è bisogno di ricorrere ad istituti di analisi esterni.

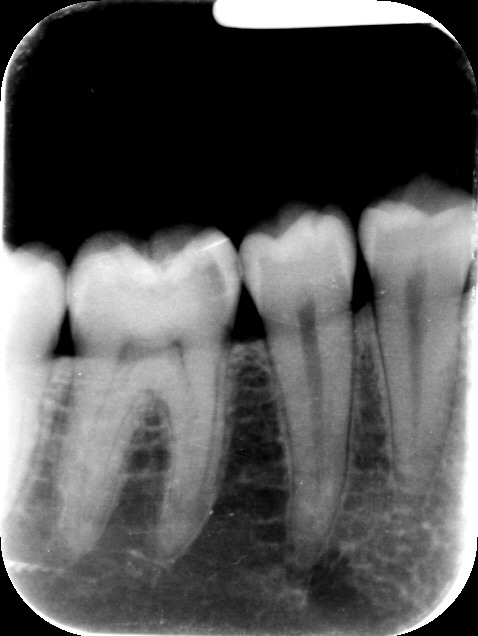
Esempio di radiografia endorale

## TAC o tomografia facciale computerizzata
Fornisce un'immagine a tre dimensioni, utile per la chirurgia mascellare. La tecnica Cone Beam, in particolare, si distingue per la dose di raggi X molto minore rispetto ai sistemi che l'hanno preceduta.

## Radiografie ai denti durante la gravidanza
Secondo l’American College of Radiology non esiste alcun tipo di radiografia diagnostica che, applicata una sola volta, possa emettere una dose pericolosa per lo sviluppo normale dell'embrione o del feto. I trattamenti possono rivelarsi nocivi in caso di radiazioni maggiori. La paziente viene protetta con un grembiule per la protezione dalle radiazioni per contrastare i raggi X.
| Controllo di autorità | J9U (EN, HE) 987007563346405171 |